# Soldier Boy (brano musicale)
Soldier Boy è una canzone scritta da Luther Dixon e Florence Greenberg e pubblicata, come singolo, dalle Shirelles nel 1962, con al lato B Love Is a Swingin' Thing. 
Il 45 giri ebbe un forte successo, arrivando alla prima posizione di Billboard Hot 100 per tre settimane ed alla terza della classifica R&B. Anche Donna Fargo pubblicò il pezzo su un singolo, che arrivò alla 71ª posizione di Billboard; questa posizione rappresenta il suo ultimo ingresso in classifica in generale. Il testo parla della fidanzata di un giovane soldato, che promette di essergli fedele mentre lui è via.